# Amiota melanoleuca
Amiota melanoleuca este o specie de muște din genul Amiota, familia Drosophilidae, descrisă de Tsacas în anul 1990.
Este endemică în Botswana. Conform Catalogue of Life specia Amiota melanoleuca nu are subspecii cunoscute.